# Мария Луиза Мекленбург-Шверинская
Мария Луиза Фредерика Александрина Елизавета Екатерина Мекленбург-Шверинская (нем. Marie Luise Friederike Alexandrine Elisabeth Catharina; 31 марта 1803, Людвигслюст — 26 октября 1862, Майнинген) — принцесса Мекленбург-Шверинская, а с 1848 года — герцогиня Саксен-Альтенбургская. 

## Биография
Мария родилась 31 марта 1803 года и была дочерью наследного принца Фридриха Людвига Мекленбург-Шверинского и русской великой княжны Елены Павловны, дочери императора Павла I.
7 октября 1825 года в Людвигслюсте она вышла замуж за Георга, сына герцога Саксен-Гильдбурггаузенского. Мария и Георг до 1829 года жили в замке Шарлоттенбург в Хильдбургхаузене, после чего их резиденцией стал замок Кристианбург в Эйзенберге.
В 1848 году супруг Марии стал герцогом Саксен-Альтенбургским после отречения своего старшего брата Иосифа.
Умерла 26 октября 1862 года.

## Семья
В браке с герцогом Саксен-Альтенбургским Мария родила троих сыновей:
- Эрнст I Фридрих Пауль Георг Николаус (16 сентября 1826, Хильдбургхаузен — 7 февраля 1908, Альтенбург), герцог Саксен-Альтенбургский в 1853—1908 гг., женат на принцессе Агнессе Анхальт-Дассау, имел дочь и сына, умершего во младенчестве.
- Альбрехт Фредерик Август Бернхард Людвиг Антон Карл Густав Эдуард (31 октября 1827, Хильбургхаузен — 28 мая 1835, Людвигслюст)
- Мориц Франц Фридрих Константин Александр Генрих Август Карл Альбрехт (24 октября 1829, Эйзенберг — 13 мая 1907, Арко, Италия), женат на принцессе Августе Саксен-Мейнингенской, отец великой княгини Елизаветы Маврикиевны, супруги великого князя Константина Константиновича, внука императора Николая I.